# Дощовик несправжній
Дощовик несправжній (лат. Scleroderma citrinum, Scleroderma aurantiacum L. ex Pers., Scleroderma vulgare Fr.) — вид грибів роду склеродерма, родини склеродермових — Sclerodermataceae.
Місцева назва — твердошкір жовтий.

## Будова
Плодове тіло приплюснуто-круглясте, 2-4-6(8) см у діаметрі, рудувато-сірувато-коричнювате або кольору горіха, дрібно-, зрідка крупнолускате, часто тріщинувате, щільне, всередині спочатку білувате, з неприємним запахом, пізніше оливкуватокоричневе з світлішими тяжиками, далі коричневе, порохняве.

## Поширення та середовище існування
Росте по всій Україні в листяних і хвойних лісах на узліссі, край доріг, з червня по листопад.

## Практичне використання
Отруйний гриб. Природа отруйної речовини не з'ясована. Дощовика несправжнього часом помилково збирають замість дощовика їстівного. Крім дощовика несправжнього, в Україні широко поширений у всіх рослинних зонах неїстівний, отруйний гриб дощовик несправжній бородавчастий — Scleroderma verrucosum (Vaill.) Pers.